# Історичні поселення в Сіракаві та Ґокаямі
Історичні поселення в Сіракаві та Ґокаямі — об'єкт Світової спадщини ЮНЕСКО, до складу якого входять три історичні поселення Оґіматі, Айнокура та Саганума, розташовані у волості Сіракава та місцевості Ґокаяма (префектури Ґіфу та Тояма). Це важкодоступний гірський район острова Хонсю, який в зимовий час подовгу бував відрізаний від решти Японії. Тут склалася особлива школа архітектури — «гассе-дзукурі». Традиційні житла в цій місцевості відрізняються крутими дахами з соломи. Основним заняттям місцевих жителів було розведення шовкопряда, тож верхні поверхи жител майстерно пристосовані для потреб шовкопрядення. 1995 року ці поселення було занесено до списку Світової спадщини ЮНЕСКО як «видатний зразок традиційного способу життя, чудово пристосованого до навколишнього середовища та місцевих соціальних і економічних умов».